# Мезёхедьеш
Мезёхедьеш (венг. Mezőhegyes) — город в медье Бекеш, в статистическом регионе Южный Альфёльд в Венгрии. Город занимает площадь 155,50 км², на которой проживает 6262 жителя.
Крупный центр коневодства (с 1784), в котором были выведены несколько пород лошадей. Основная отрасль города отображена на городском гербе.

## Население
| Год  | Численность | Численность |
| ---- | ----------- | ----------- |
| 2013 | 5537        | [ 3 ]       |
| 2014 | 5481        | [ 4 ]       |
| 2019 | 4945        | [ 5 ]       |
| 2021 | 4689        | [ 6 ]       |
| 2022 | 4496        | [ 7 ]       |
| 2023 | 4393        | [ 8 ]       |
| 2024 | 4286        | [ 1 ]       |

## Города-побратимы
- Мордано, Италия
- Сан-Джорджо-ди-Ногаро, Италия
- Туркеве, Венгрия